# آناتولی ماسلیونکین
آناتولی ماسلیونکین (روسی: Анатолий Евстигнеевич Маслёнкин؛ ۲۹ ژوئن ۱۹۳۰ – ۱۶ مهٔ ۱۹۸۸) بازیکن فوتبال اهل اتحاد جماهیر سوسیالیستی شوروی بود.
از باشگاه‌هایی که در آن بازی کرده‌است می‌توان به باشگاه فوتبال اسپارتاک مسکو اشاره کرد.
وی همچنین در تیم ملی فوتبال شوروی بازی کرده‌است.